# Vöppstedter Ruine

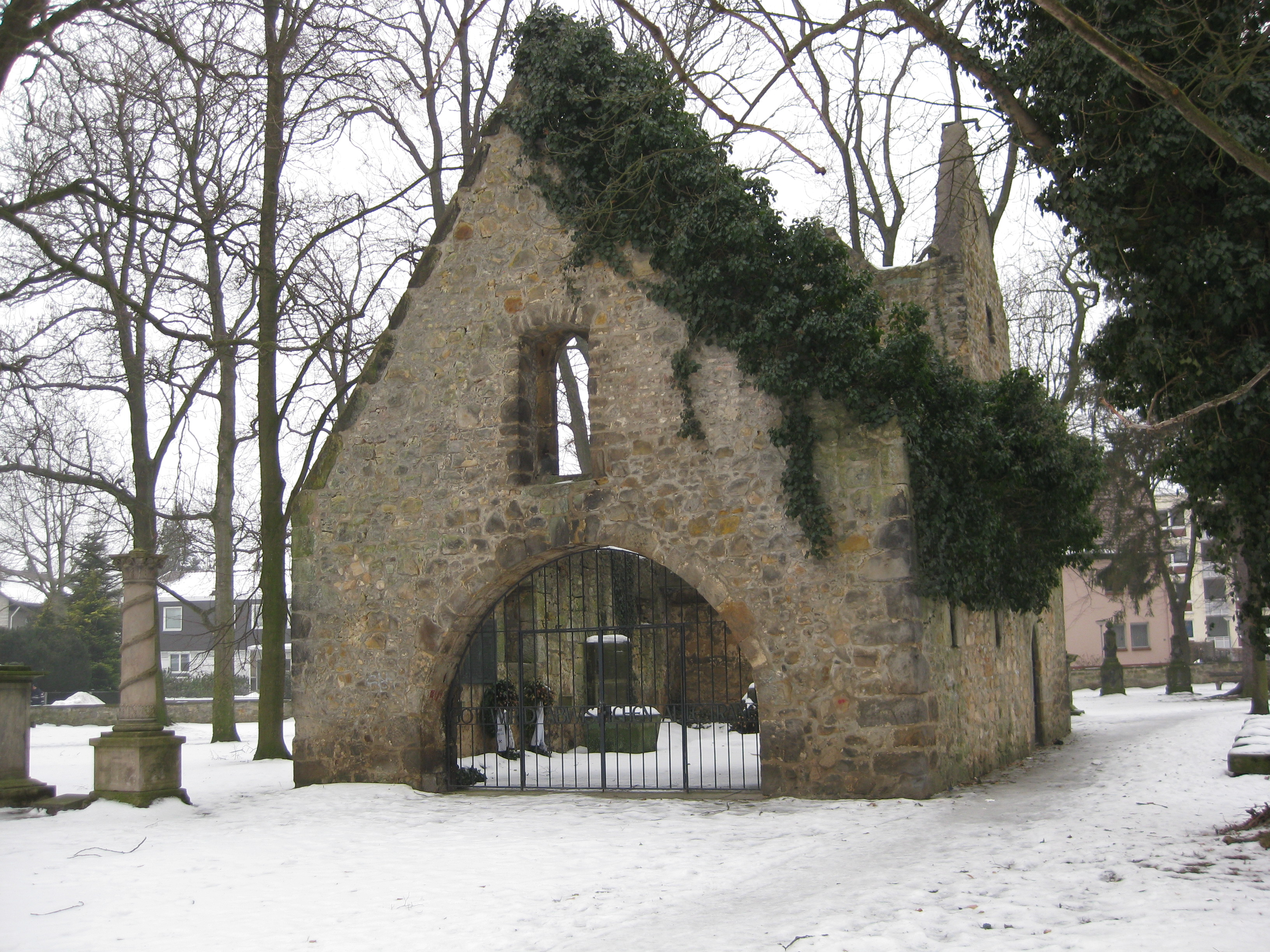
Vöppstedter Ruine

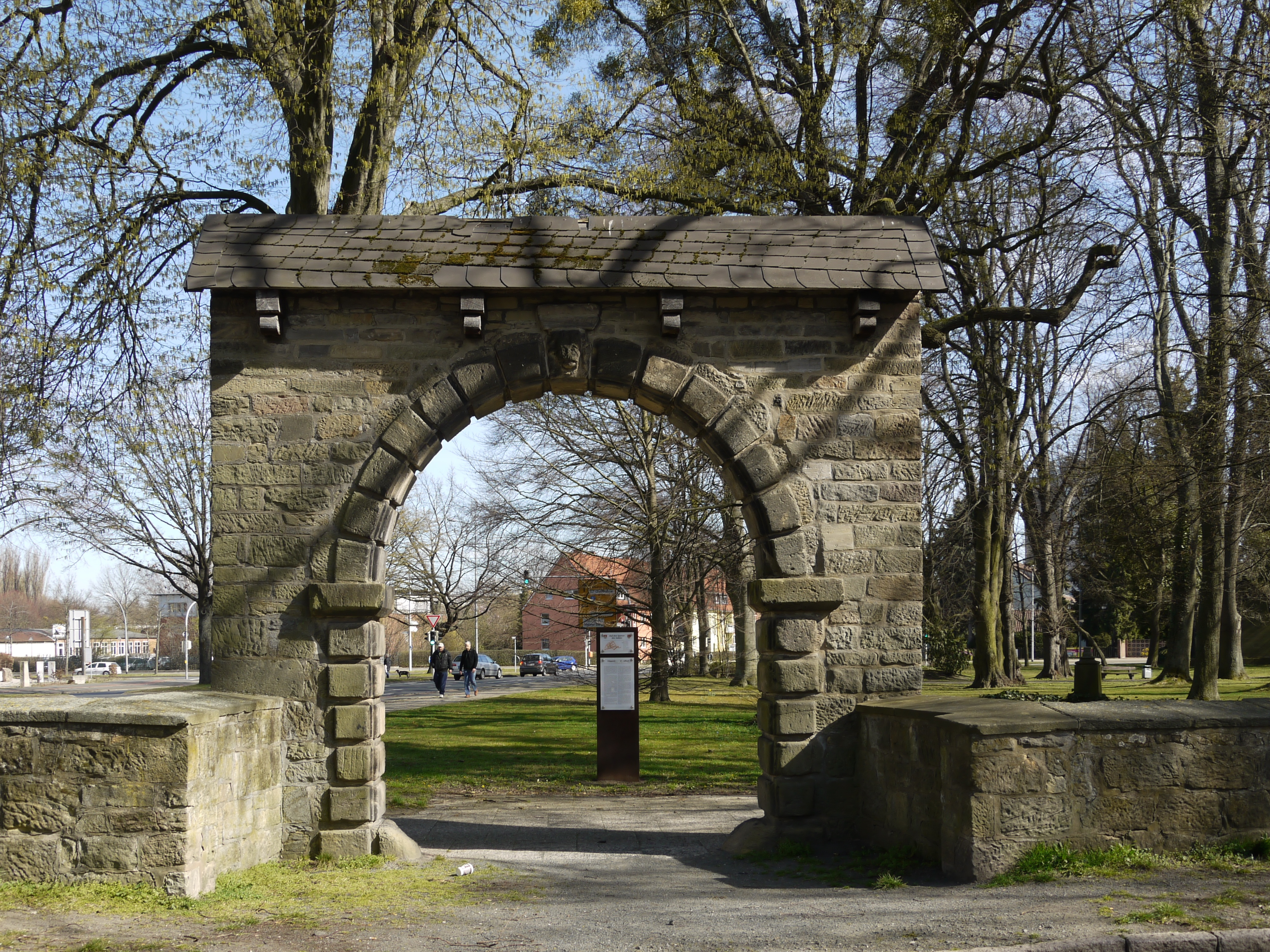
Torbogen am Eingang zum Vöppstedter Friedhof

Die Vöppstedter Ruine ist die ringförmig von einem Friedhof umgebene Ruine der Jakobus-Kirche im heutigen Salzgitter-Bad.

## Geschichte
Die Jakobus-Kirche wurde urkundlich erstmals im 12. Jahrhundert erwähnt. Sie bildete den Kern des wohl bereits vorher existierenden Dorfes Vöppstedt bzw. Veppstedt.
Um das Jahr 1350 siedelten die Vöppstedter in das nahegelegene befestigte Salzgitter um, das Dorf fiel anschließend wüst, die Kirche und der Friedhof wurden aber weiter genutzt. Die Dorfkirche wurde entweder in der Großen Hildesheimer Bierfehde (1481–1486) oder in der Hildesheimer Stiftsfehde (1519–1523) zerstört. 1591, während der Amtszeit des zweiten lutherischen Superintendenten Philipp Saltzmann (1587–1592) wurde die Kirche als Totenkapelle wieder aufgebaut und das umliegende Gelände als Friedhof genutzt. Auch in der Kapelle selbst fanden Bestattungen statt, hauptsächlich von Mitgliedern der Patronats- und Pfarrerfamilien.
Im Dreißigjährigen Krieg verfiel die Kapelle erneut. Ab 1659 wurde das Dach neu gedeckt und der Apsisbogen wurde vermauert, um die Stabilität der Giebelwand zu erhöhen. Diese Arbeiten wurden 1683 abgeschlossen.
Die Kirche wurde noch bis 1806 als Totenkirche genutzt. Während der Zeit der französischen Besatzung 1806–1813 wurde das Kirchengebäude als Militärgefängnis und Futtermagazin verwendet. Auslöser war die Forderung des französischen Stadtkommandanten La Chaise an den Superintendenten Feyerabend vom 20. Mai 1807, innerhalb eines Tages alle Einrichtungsgegenstände aus der Kapelle zu räumen, um Platz für die von der französischen Armee genommenen Gefangenen zu schaffen.
In den Jahren nach dem Abzug der Franzosen verfiel die Kapelle zunehmend. Im Jahr 1863 brach das Turmdach ein. Um 1900 stürzte die Vermauerung des Bogens auf der Ostseite des Kirchenschiffes um. Die dadurch freigelegte Öffnung wird heute als Zugang für die Gedenkstätte genutzt. 1924 musste aus Sicherheitsgründen das Dach des Kirchenschiffes entfernt werden, da die Seitenwände das Gewicht nicht mehr zu tragen vermochten. Bis 1940 hatte sich der Zustand des Gebäudes so sehr verschlechtert, dass es weiträumig abgesperrt wurde. Nach mehreren Umbauten stehen heute nur noch die Außenmauern des 12 × 8,5 m großen Kirchenschiffes sowie die Mauern des 5,65 × 4,7 m großen Turmes. Ein Zugang zum Turm ist nur durch das Kirchenschiff möglich, der Haupteingang zur Kirche war bereits im 16. Jahrhundert an die Südseite des Schiffes verlegt worden.
Seit 1886 der evangelische Altstadtfriedhof angelegt wurde, ging die Anzahl der Bestattungen auf dem Vöppstedter Friedhof immer mehr zurück. Die letzte Beisetzung fand vermutlich 1920 in einer Familiengrabstätte statt.
In den Jahren 1958 bis 1967 wurden der Friedhof und die Ruine der Kapelle zu einer parkähnlichen Gedenkstätte für die Opfer des Deutsch-Französischen Krieges 1870/71, der beiden Weltkriege sowie des Dritten Reiches umgestaltet. Zum 30. Jahrestag des Grubenunglücks in der Hannoverschen Treue vom 19. Juli 1960 wurde 1990 an der Innenwand der Ruine eine Gedenktafel zur Erinnerung an die Opfer angebracht.
Der Torbogen am Eingang zum Vöppstedter Friedhof diente ursprünglich als Einfahrtstor zum Garßenhof im Stadtteil Gitter und wurde im Herbst 1941 hierhin versetzt.